# Поймо-Тины
Поймо-Тины — посёлок в Нижнеингашском районе Красноярского края. Входит в состав Тинского сельсовета.

## География
Посёлок находится в восточной части края, в пределах таёжной лесорастительной зоны, при автодороге 04К-694, на левом берегу реки Большой, на расстоянии приблизительно 17 километров (по прямой) к юго-востоку от Нижнего Ингаша, административного центра района. Абсолютная высота — 309 метров над уровнем моря.
Климат
Климат характеризуется как резко континентальный, с продолжительной морозной малоснежной зимой и коротким жарким летом. Зима продолжается в течение 6-7 месяцев. Абсолютный минимум температуры воздуха составляет −51 °C (по данным метеостанции г. Канска). Продолжительность периода с температурой более 10˚С составляет 100—110 дней. Среднегодовое количество атмосферных осадков составляет 484 мм.

## История
В 1932 году около села Тины был создан создан свиносовхоз. В 1936 году передан Крайздраву для организации лечебно-трудовой психиатрической колонии. В довоенные и военные годы в психоколонии содержалось 100-200 человек. В 50-х годах колония преобразована в краевую психбольницу №1, в настоящее время (с 2010 года) – филиал №4 краевого психоневрологического диспансера. В 1962 году поселок колонии получает официальное название (по речкам Пойме и Тинке).

## Население
| 2010 |
| ---- |
| 1234 |

Половой состав
По данным Всероссийской переписи населения 2010 года в гендерной структуре населения мужчины составляли 59,9 %, женщины — соответственно 40,1 %.
Национальный состав
Согласно результатам переписи 2002 года, в национальной структуре населения русские составляли 96 % из 1228 чел.